# NDR 1 Niedersachsen
NDR 1 Niedersachsen es la emisora regional de radio de la Norddeutscher Rundfunk (NDR) para el estado de Baja Sajonia.

## Historia
El 2 de enero de 1981, NDR crea una cadena de radio para el estadio de Baja Sajonia denominada NDR 1 Radio Niedersachsen. El 13 de mayo de 2001, la emisora toma su nombre actual.

## Programación
NDR 1 Niedersachsen es una radio con una programación regional muy escuchada en el estado de Baja Sajonia. Su programación musical es más bien pop con una importante presencia de la escena alemana actual. Un porcentaje importante de su programación consiste en radio hablada (30%), lo que es muy elevado para este formato de radio.
La información regional es la principal seña de identidad de NDR 1 Niedersachsen. Cada media hora se emiten boletines informativos para las diferentes regiones de Baja Sajonia. Existen cinco programas de información regional que se emiten desde los cinco estudios regionales de la NDR en Oldenburgo, Osnabrück, Luneburgo, Brunswick y Hannover. También se emiten boletines informativos para el conjunto de Baja Sajonia todas las horas en punto. 
Por la noche, los programas se distribuyen en varias temáticas a lo largo de la semana: lunes: bajo alemán (lengua regional), martes: libros y cultura, miércoles: consejos y salud, jueves: política, viernes: música y personalidades, sábado y domingo: música.
NDR 1 Niedersachsen no emite publicidad.